# Quy tắc Hund thứ nhất
Quy tắc Hund thứ nhất hay quy tắc Hund về độ bội lớn nhất quy định rằng trong các orbital có cùng mức năng lượng, các điện tử (electron) sẽ không bắt cặp cho đến khi mỗi obitan trong nhóm đều có một điện tử đơn lẻ, và các điện tử này phải có spin song song và cùng chiều với nhau. Quy tắc này được nhà khoa học Đức Friedrich Hermann Hund tìm ra vào năm 1925 và nó được đánh giá là có tầm quan trọng lớn trong hóa học nguyên tử, quang phổ học và hóa học lượng tử. Tầm quan trọng của quy tắc thứ nhất này khiến nó thường được mọi người gọi tắt là quy tắc Hund trong khi thật ra Hund đã tìm ra được tổng cộng đến 3 quy tắc.

## Nội dung chi tiết
Độ ổn định cao của nguyên tử phần nhiều được hình thành tại trạng thái năng lượng thấp, nảy sinh bởi vì trạng thái spin cao buộc các điện tử chưa bắt cặp phải "cư trú" tại các obitan khác nhau về mặt không gian. Một cách hiểu thông dụng nhưng sai lầm về lý do của sự ổn định của trạng thái độ bội cao là: việc các điện tử chiếm chỗ các obitan khác nhau về mặt không gian sẽ khiến khoảng cách giữa các điện tử tăng cao và làm giảm lực đẩy giữa các điện tử với nhau. Tuy nhiên trên thực tế nguyên nhân của sự ổn định này là do các điện tử sẽ ít bị che lấp khỏi lực hút tĩnh điện của hạt nhân nguyên tử. Trạng thái spin tổng cộng sẽ được tính theo tổng số điện tử chưa bắt cặp cộng với 1, hay tổng số spin nhân đôi rồi cộng với 1 (viết tắt là 2S+1).
Như vậy, theo quy tắc Hund thứ nhất, hạn chế được đặt trên các con đường quỹ đạo nguyên tử được lấp đầy theo nguyên lý Aufbau. Trước khi hai điện tử chiếm chỗ cùng một obitan trong một phân lớp, các obitan trong cùng phân lớp đó đều phải chứa một điện tử chưa bắt cặp. Đồng thời, các điện tử chưa bắt cặp nêu trên đều phải có spin song song và cùng hướng với nhau trước khi phân lớp lấp đầy các obitan với những điện tử có spin hướng ngược lại. Như vậy, trong quá trình lấp đầy các obitan nguyên tử, số điện tử chưa bắt cặp sẽ luôn là lớn nhất và trạng thái spin tối đa cũng được đảm bảo.
Như vậy, một phân lớp p4 có các điện tử được sắp xếp là [↑↓][↑][↑] sẽ có trạng thái bền nhất (chứ không phải là [↑↓][↑][↓] hay [↑↓][↑↓][ ]).

## Ngoại lệ
Năm 2004, các nhà khoa học đã điều chế được chất 5-dehydro-m-xylylene (DMX), hợp chất hữu cơ đầu tiên không tuân theo quy tắc Hund thứ nhất.